# Julie Bernard (actrice)
Pour les articles homonymes, voir Julie Bernard et Bernard.
Julie Bernard, née le 1er janvier 1980 en Belgique, est une actrice franco-belge.

## Biographie

### Jeunesse & débuts
Julie Bernard est née dans une petite ville de Belgique. Après son C.E.S.S., elle prend des cours de théâtre pendant trois ans. À l'âge de 22 ans, elle décide de s'installer à Paris.

### Carrière
Elle obtient son premier rôle au cinéma en 2010 dans Rien à déclarer, comédie de Dany Boon aux côtés duquel elle incarne le personnage féminin principal.

## Filmographie

### Cinéma
- 2010 : Rien à déclarer de Dany Boon : Louise Vandevoorde
- 2012 : Nos plus belles vacances de Philippe Lellouche : Marie Jeanne
- 2013 : Le Cœur des hommes 3 de Marc Esposito : Alice
- 2014 : Yves Saint-Laurent de Jalil Lespert : la journaliste de la rue Dior
- 2016 : L'Idéal de Frédéric Beigbeder

### Télévision
- 2015 : Section de recherches (saison 9) :  lieutenant Juliette Delage
- 2016 : Tantale de Gilles Porte : la fille du président
- 2019 : Un si grand soleil : Rebecca Chassagne
- 2019 : Camping Paradis (saison 11, épisode 3 Une voix en or) : Sarah

## Théâtre
- 2013 : Boire, fumer et conduire vite, à La Grande Comédie, Paris